# Berliner Schule (Psychologie)
Die Berliner Schule für experimentelle Psychologie wurde von Carl Stumpf geleitet, einem Schüler von Franz Brentano und Rudolf Hermann Lotze. Als Professor an der Universität Berlin gründete Stumpf 1893 das Berliner Institut für experimentelle Psychologie, aus dem eine der wesentlichen Richtungen der Gestaltpsychologie hervorging. Zur Berliner Schule der Gestaltpsychologie zählten neben Stumpf seine Schüler Max Wertheimer, Kurt Koffka, Wolfgang Köhler und Kurt Lewin. Nachdem Wolfgang Köhler 1922 die Leitung des Instituts übernommen hatte, wurde die Berliner Schule de facto eine Schule der Gestaltpsychologie. Später schloss sich Kurt Lewin der Schule an. Weitere Vertreter sind Adhémar Gelb, Kurt Goldstein und Hans Gruhle. Das Publikationsorgan der Berliner Schule war die Psychologische Forschung – Zeitschrift für Psychologie und ihre Grenzwissenschaften.
Die Schule leistete bedeutende Beiträge zur Wahrnehmungs- und Denkpsychologie. Das methodische Vorgehen war experimentell-phänomenologisch. Die Auffassung war ganzheitlich auf das Verhalten und Erleben ausgerichtet. Die Forschungsgebiete waren unterschiedlich, so ist Stumpf für die Erforschung des musikalischen Erlebens bekannt, während Wertheimer sich der visuellen Wahrnehmung, dem produktiven Denken und Problemlösen widmete und Kurt Lewin für die gestaltpsychologische Sicht der Persönlichkeits- und Sozialpsychologie bekannt wurde. Der Nationalsozialismus zwang die Hauptvertreter der Berliner Schule zur Emigration in die USA.
Im Unterschied zu Wertheimer zeigten sich Koffka, Goldstein und Gelb und auch Lewin trotz der Entwicklung einer eigenständigen Richtung der Gestaltpsychologie offen auch gegenüber der zur gleichen Zeit entstehenden Psychoanalyse.